# Трабада
Траба́да (ісп. Trabada, МФА: [tɾa.ˈβa.ða]) — муніципалітет і містечко в Іспанії, в автономній спільноті Галісія, провінція Луго, комарка Марінья-Орієнталь. Розташоване у північно-західній частині країни. Входить до складу Лугоської діоцезії Католицької церкви. Площа муніципалітету — 82,71 км², населення муніципалітету — 1392 ос. (2009); густота населення — 
. Поштовий індекс — 27765. Телефонний код — 34 982.

## Назва
- Траба́да (гал. і ісп. Trabada, МФА: [tɾa.ˈβa.ða]) — сучасна іспанська і галісійська назва.

## Географія
Муніципалітет розташований на відстані близько 410 км на північний захід від Мадрида, 55 км на північний схід від Луго.

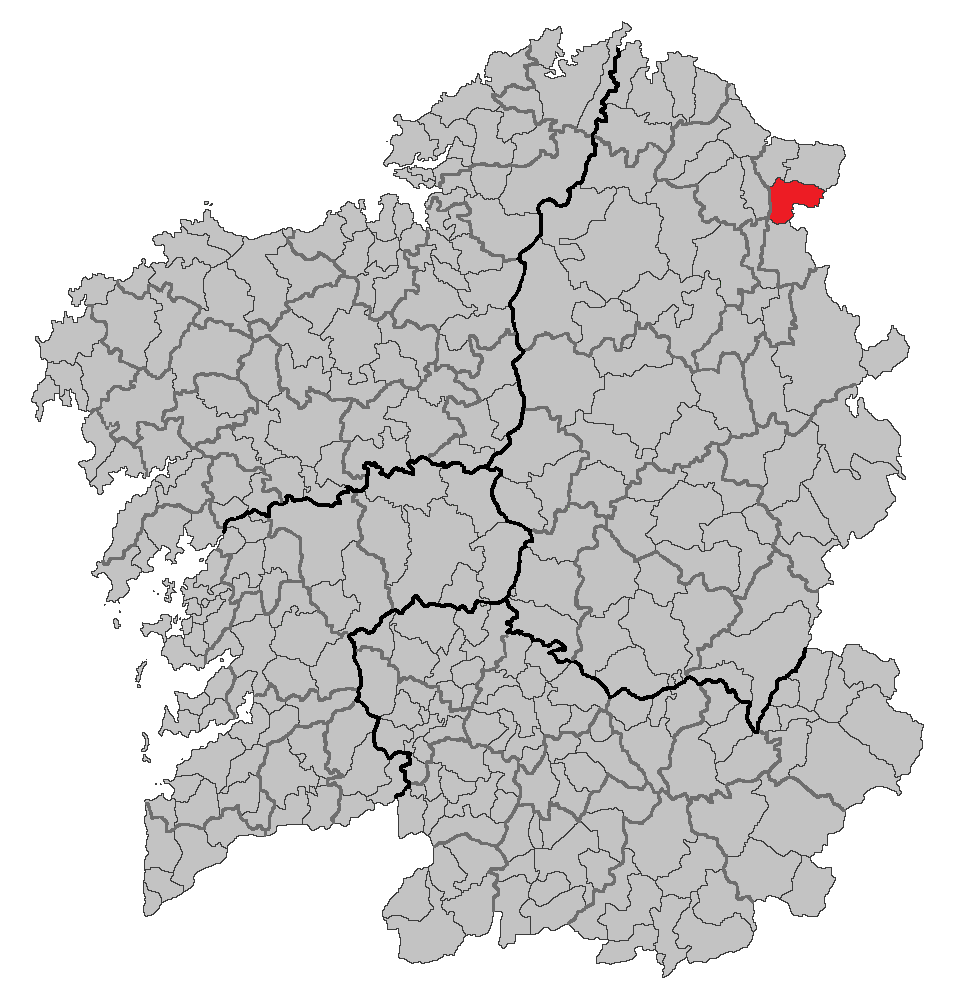
Муніципалітет у Галісії
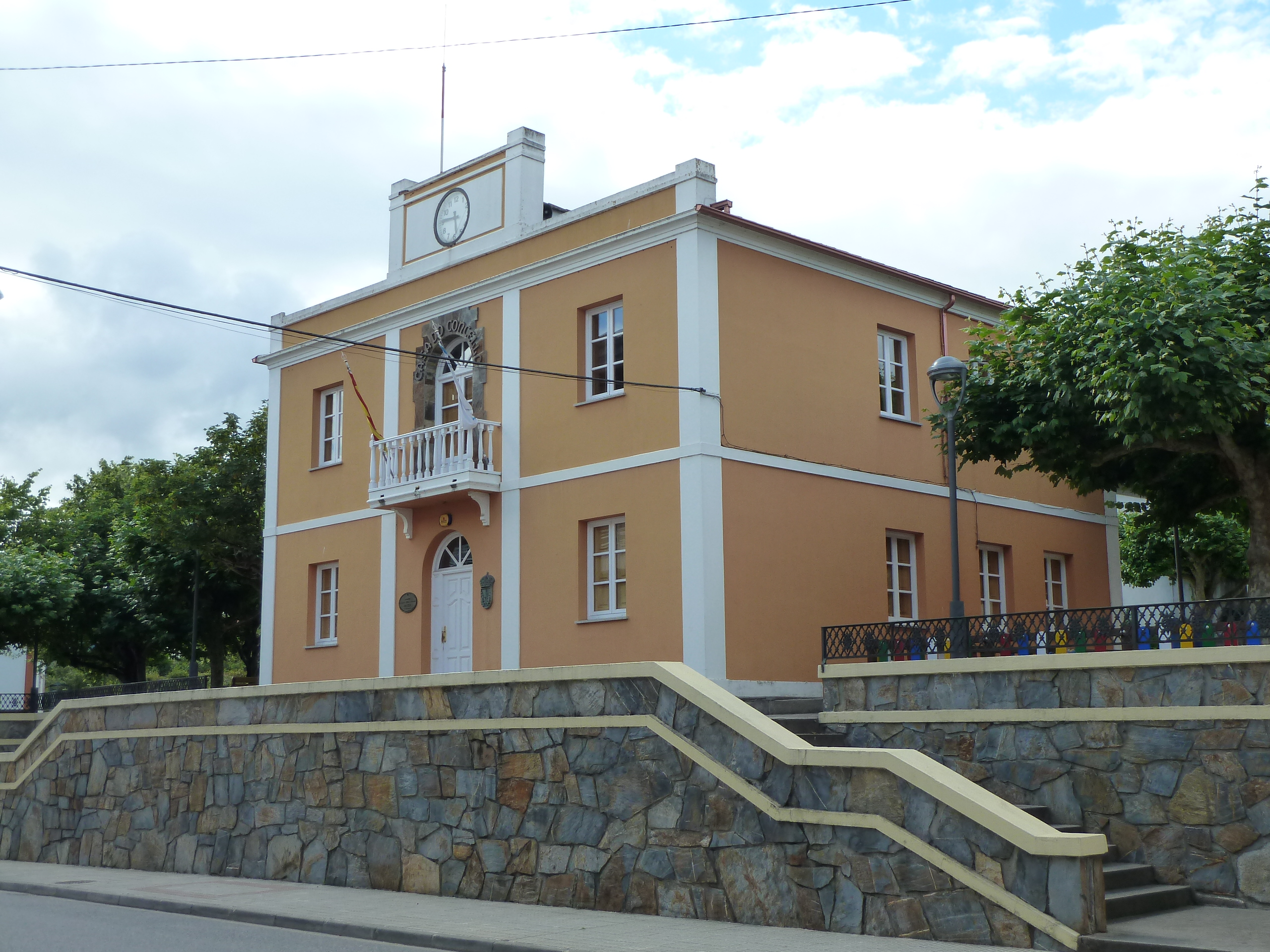
Ратуша
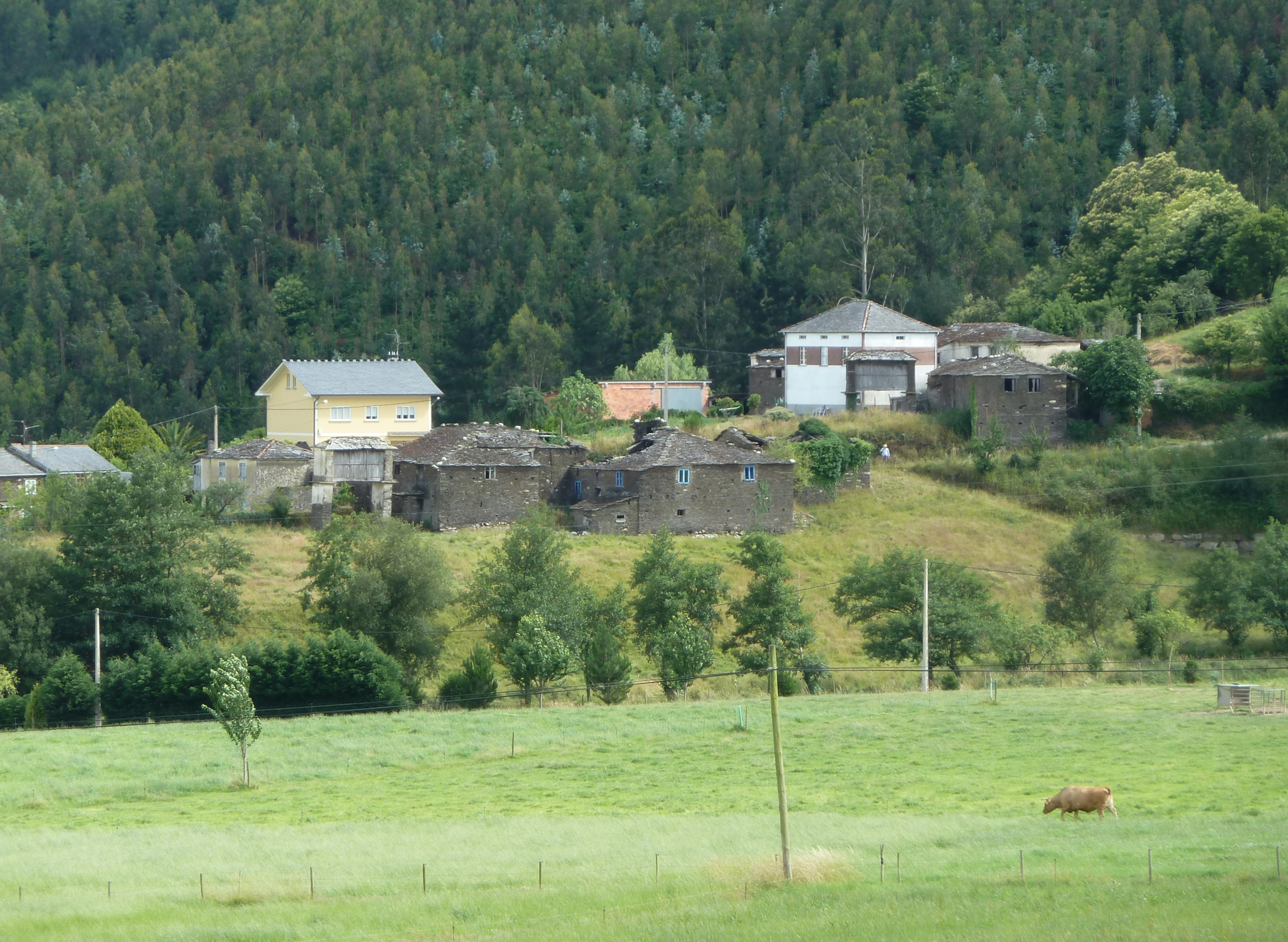
Краєвид
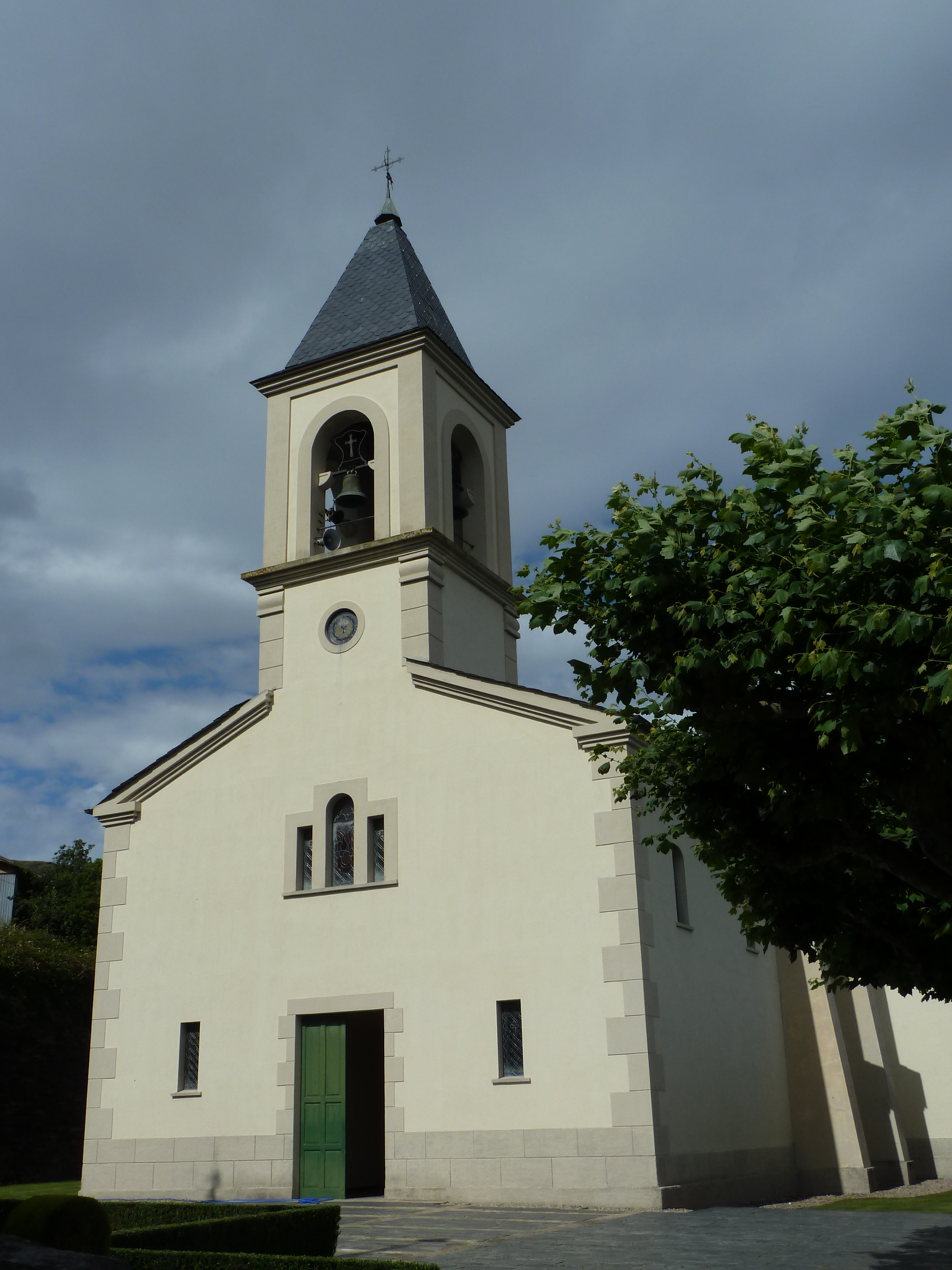
Церква

## Демографія
Динаміка населення (INE ):

## Парафії
Муніципалітет складається з таких парафій:
1. Вальбоа
2. Відаль
3. Вілаформан
4. Вілапена
5. Ріа-де-Абрес
6. Санте
7. Трабада
8. Форнеа

## Релігія
Трабада входить до складу Лугоської діоцезії Католицької церкви.